# Rudo et Cursi
Pour plus de détails, voir Fiche technique et Distribution.
Rudo et Cursi (Rudo y Cursi) est un film mexicain de long-métrage réalisé par Carlos Cuarón, sorti en 2008.

## Synopsis
C'est l'histoire d'amour et de haine entre Rudo et Cursi, deux frères issus d'une famille rurale mexicaine qui veulent devenir riches et célèbres coûte que coûte. Ils vont finir par y arriver, mais à quel prix ?

## Fiche technique
- Titre : Rudo et Cursi
- Titre original : Rudo y Cursi
- Réalisation : Carlos Cuarón
- Scénario : Carlos Cuarón
- Musique : Leoncio Lara et Felipe Perez Santiago
- Pays d'origine :  Mexique
- Langue : espagnol
- Genre : comédie dramatique
- Durée : 90 min
- Date de sortie
- Mexique : 19 décembre 2008
- France : 1er septembre 2010

## Distribution
- Diego Luna (VF : Rémi Bichet) : Rudo, Beto
- Gael García Bernal (VF : Franck Lorrain) : Cursi, Tatto
- Guillermo Francella (VF : Gérard Darier) : Batuta
- Dolores Heredia (VF : Claude Guillot) : Elvira
- Adriana Paz (VF : Rosalie Symon) : Toña
- Jessica Mas (VF : Sara Viot) : Maya
- Salvador Zerboni (VF : Loïc Houdré) : Jorge W
- Tania Esmeralda Aguilar : Nadia

Sources et légende : Version française (VF) sur Symphonia Films